# グルメちゃんぷるー
『グルメちゃんぷるー』は、2002年2月2日から琉球朝日放送（QAB）で放送されているグルメ番組である。アサヒビールの一社提供。

## 概要
毎回女性ナビゲーター（リポーター）が沖縄県内にある飲食店を訪問し、各店自慢のメニューをリポートするミニ番組。スポンサーがビールメーカーであるだけに、メニューにビールを取り揃えている店が取材対象になる。
ナビゲーターは、放送開始からしばらくの間はきゃんひとみが務めていたが、その後すぐに儀間江梨に交代。以来、2013年3月まで10年以上にわたって儀間が番組を担当し続けた。儀間による最後のリポートが行われた月には新石垣空港の開港があり、それに合わせて同月中には石垣市内の店を回っていた。同年4月からは別の女性ナビゲーターが出演している。回によっては、スポンサーのアサヒビールがイメージガールに選んだ女性が出演することもある。
通常は6分間のミニ番組として放送されているが、ごく稀に放送時間を大幅に拡大したスペシャル回を放送することがある。スペシャル回はこれまでに2003年3月29日（60分スペシャル）と2007年3月17日（15分スペシャル）の2回放送されている。

## 放送時間
いずれも日本標準時。基本的には『SmaSTATION!!』（テレビ朝日）終了直後のローカルミニ番組枠で放送されているが、年末年始には別の時間帯での放送になる場合がある。
- 土曜 23:54 - 日曜 0:00 （2002年2月2日 - 2012年9月22日）
- 日曜 0:09 - 0:15 （2012年9月30日 - 2017年4月16日）
- 土曜 23:59 - 日曜 0:05 （2017年4月22日 - ）

## 出演者

### ナビゲーター
- 初代0：きゃんひとみ（2002年2月2日 - 2002年5月25日）
- 2代目：儀間江梨（2002年6月1日 - 2013年3月31日（30日深夜））
- 3代目：Marmy （2013年4月7日（6日深夜） - 2014年4月27日（26日深夜））
- 4代目：田中真理子（2014年5月4日（3日深夜） - 2015年9月28日（27日深夜））
- 5代目：宮平和（2015年10月5日（4日深夜） - ）

### スペシャル回でのゲストナビゲーター
- きゃんひとみ（2003年3月29日 60分スペシャル）
- ボブ石原（2003年3月29日 60分スペシャル）
- 棚原勝也（2003年3月29日 60分スペシャル）
- あったゆういち（2007年3月17日 15分スペシャル）

### その他のゲスト
- 矢野アリーネ（2002年アサヒイメージガール、第8回）
- 東原亜希（2003年アサヒイメージガール、第55回）
- 川原麻衣（2004年アサヒイメージガール、第107回）
- 山内麻美（2005年アサヒイメージガール、第158回）
- 尾形沙耶香（2006年アサヒイメージガール、第263回）
- 篠原真衣（2007年アサヒイメージガール、第284回）
- 吉村美樹（2008年アサヒイメージガール、第328回）
- 小林優美（2009年アサヒイメージガール、第380回）
- 安田ゆう子（2003年3月29日 60分スペシャル）

## スタッフ
- ディレクター：琉球トラスト
- ロケ技術：琉球トラスト
- 衣装・メイク：ゆらてぃ
- 衣装協力：ロージャース

## オープニングテーマ
- Ai Yai Yah! （作詞：CHAMI & HISANO / 作曲：ボブ石原 / 演奏・歌：CHAMI & HISANO with "PK" & 岩井証夫 & ドクトル・ヒロ） - ボブと亜熱帯楽団のアルバム『南国の唄 パラダ〜イスキ』収録曲。